# درخت ژنرال گرنت

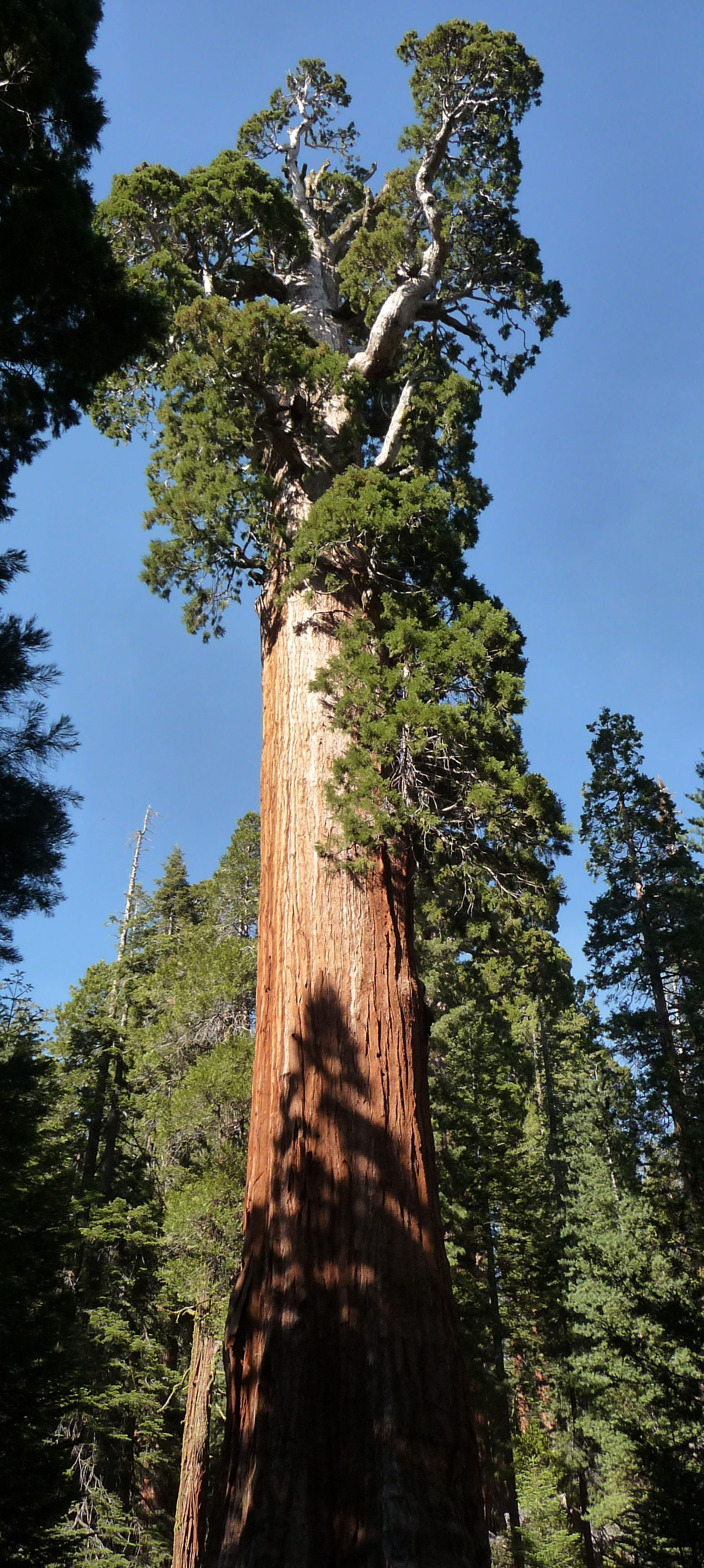
درخت جنرال گرنت ۱۲ متر قطر دارد

درخت جنرال گرنت (به انگلیسی: General Grant) نام یک سکویای غول‌پیکر است. این درخت یکی از بزرگترین درختان سکویای غول‌پیکر است و ارتفاع آن ۸۲ متر است و محیط آن در پایین تنه حدود ۳۳ متر است. 
سن تقریبی این درخت ۱۶۵۰ سال برآورد می‌شود.
این درخت در پارک ملی کینگز کنیون قرار دارد.
دوایت آیزنهاور رئیس جمهور آمریکا در زمان ریاست خود این درخت را یک «زیارتگاه ملی» خطاب کرد.